# Zygota fuscata
Zygota fuscata är en stekelart som först beskrevs av Thomson 1858.  Zygota fuscata ingår i släktet Zygota, och familjen hyllhornsteklar. Arten är reproducerande i Sverige.